# Kanał Wiński

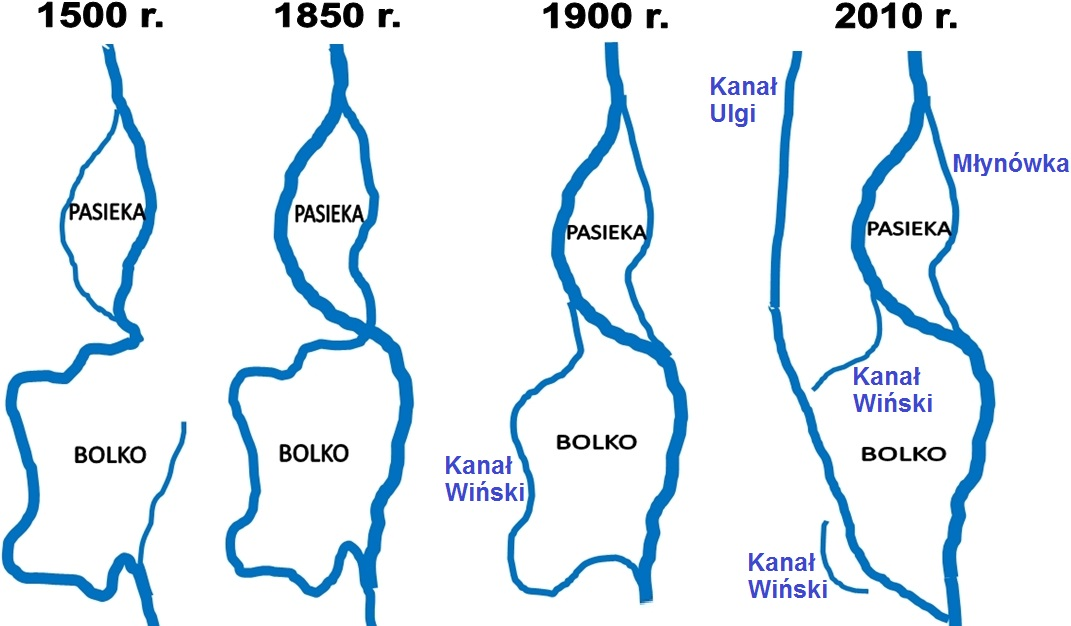
Odra w Opolu w latach 1600–2010

Kanał Wiński (niem. Winske) – sztucznie uregulowany odcinek rzeki Odry w rejonie Opola, który w latach 1860–1978 otaczał wyspę Bolko od strony zachodniej.

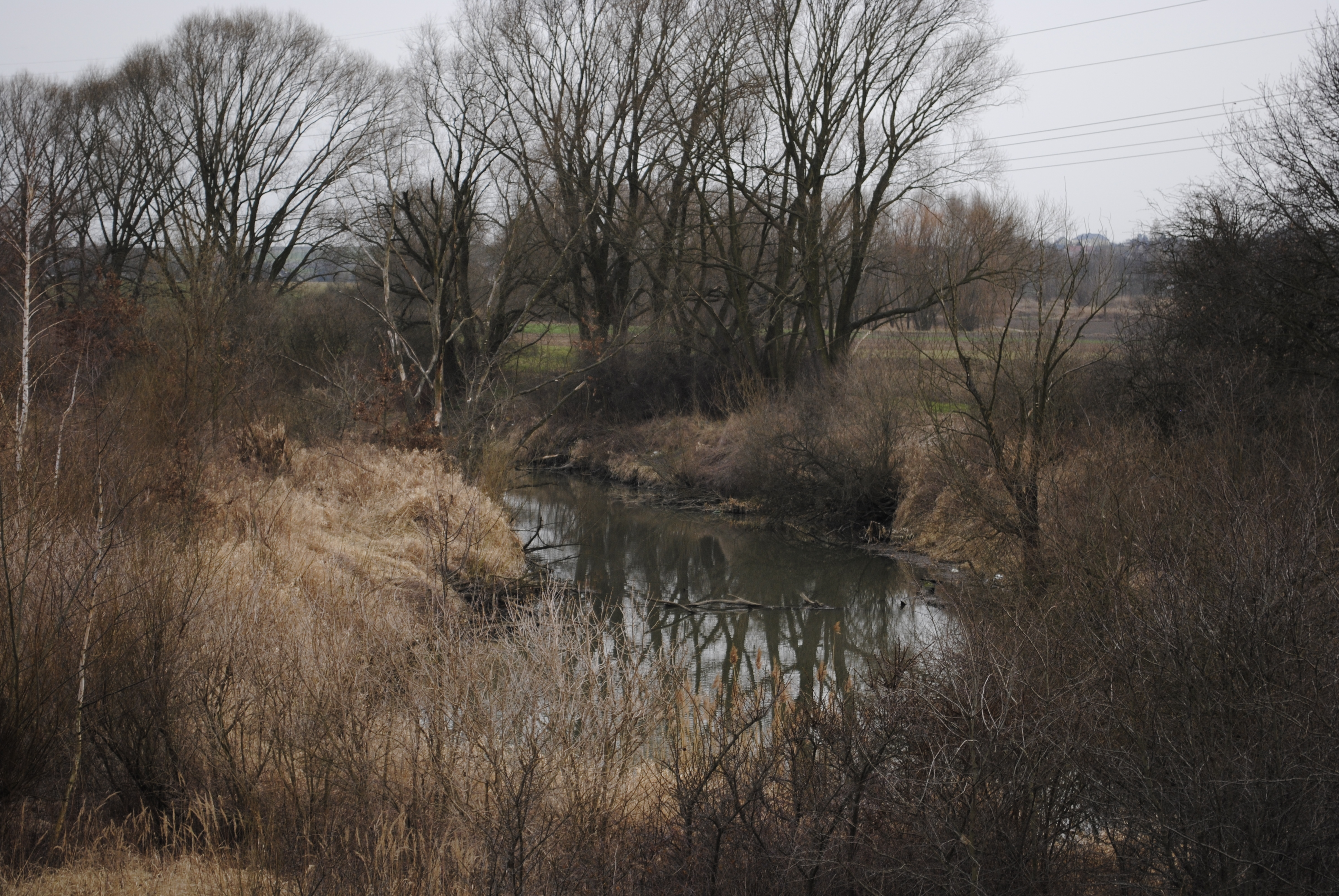

Kanał Wiński początkowo funkcjonował jako główne koryto Odry, a stracił na znaczeniu około 1600 roku, kiedy to w wyniku wielkiej powodzi rzeka zmieniła swój bieg. Do XIX wieku odcinek ten zwany był starą Odrą. W połowie XIX w, koryto starej Odry zostało udrożnione, przekopane i obudowane wałami przeciwpowodziowymi w wyniku czego kształt wyspy Bolko znacznie się zmienił. Ponieważ główne koryto Odry było zbyt płytkie na żeglugę, statki płynęły właśnie kanałem Wińskim, który przez ok. 30 lat spełniał rolę koryta żeglownego. Uregulowany ciek z ujściem przesuniętym ok. 300 m na zachód otrzymał nazwę "Wiński", po czym funkcjonował jako drożne koryto Odry do roku 1893, kiedy to został na zawsze zamknięty murem oporowym w częście wlotowej. Statki żeglowały odtąd głównym pogłębionym korytem Odry.
W latach 1968–1978 w wyniku prac nad kolejną częścią kanału Ulgi (powodziowego), kanał Wiński został częściowo zasypany. W miejscu zlikwidowanych odcinków powstało tymczasowe (ze względów ekonomicznych), płytkie na ok. 1,5 m, i suche koryto otoczone wałami przeciwpowodziowymi. Wyspa Bolko przestała być wówczas wyspą. W wyniku powyższych zmian pozostawiono jedynie dwa starorzecza kanału Wińskiego. Pierwsze, o długości około 700 m – od dawnego ujścia kanału w okolicy przystani kajakowej do wału kanału Ulgi. Przez tę część Kanału Wińskiego prowadziły 2 mosty: "wielbłądzi" (w miejscu dzisiejszej tamy ziemnej, rozebrany ok. 1930 r.) oraz most drewniany, zmyty podczas powodzi tysiąclecia w 1997. Jego pozostałości usunięto w 2012 roku, podczas budowy nowego mostu. Nadano mu imię Wielkiej Orkiestry Świątecznej Pomocy. Drugie starorzecze, o długości około 500 m, znajduje się w okolicy mostu i jazu na kanale Ulgi poza obrębem wałów przeciwpowodziowych. Akwen ten jest dziś popularnym łowiskiem miejscowych wędkarzy. 
Po powodzi z roku 1997 niezwłocznie dokończono budowę kanału Ulgi, który częściowo otoczył i nadał nowy kształt wyspie Bolko. 